# Draft 1992 de la NBA
1991 1993
La draft 1992 de la NBA est la 46e draft annuelle de la National Basketball Association (NBA), se déroulant en amont de la saison 1992-1993. Elle s'est tenue le 24 juin 1992, à Portland dans l'Oregon. Un total de 54 joueurs ont été sélectionnés en 2 tours.
Lors de cette draft, 27 équipes de la NBA choisissent à tour de rôle des joueurs évoluant au basket-ball universitaire américain, ainsi que des joueurs internationaux. Si un joueur quittait l’université plus tôt, il devenait éligible à la sélection.
La loterie pour désigner la franchise qui choisit en première un joueur, consiste en une loterie pondérée : parmi les onze équipes non qualifiées en playoffs, la plus mauvaise reçoit onze chances sur 66 d'obtenir le premier choix, quand la onzième n'obtient qu’une chance sur 66. 
Le premier choix de draft, Shaquille O'Neal, est sélectionné par le Magic d'Orlando et Alonzo Mourning est choisi en seconde position par les Hornets de Charlotte. Ces deux joueurs seront champions NBA en 2006 avec le Heat de Miami et seront intronisés au Basketball Hall of Fame à l'issue de leur carrière respective. O'Neal remporte le titre de NBA Rookie of the Year lors de sa première saison. 

## Draft
| ^ | Signale un joueur qui a été intronisé au Basketball Hall of Fame                                                                |
| * | Signale un joueur qui a été sélectionné pour au moins un match annuel NBA All-Star Game et une récompense annuelle All-NBA Team |
| + | Signale un joueur qui a été sélectionné pour au moins un match annuel NBA All-Star Game                                         |
| R | Signale le joueur qui a remporté le titre de NBA Rookie of the Year                                                             |
| m | Signale un joueur qui a remporté le titre de MVP au cours de sa carrière                                                        |

### Premier tour
| Choix | Nom                   | Position    | Nationalité | Équipe                                                                                   | Provenance     |
| ----- | --------------------- | ----------- | ----------- | ---------------------------------------------------------------------------------------- | -------------- |
| 1     | Shaquille O'Neal^ R m | Pivot       | États-Unis  | Magic d'Orlando                                                                          | LSU            |
| 2     | Alonzo Mourning^      | Pivot       | États-Unis  | Hornets de Charlotte                                                                     | Georgetown     |
| 3     | Christian Laettner+   | Ailier fort | États-Unis  | Timberwolves du Minnesota                                                                | Duke           |
| 4     | Jim Jackson           | Arrière     | États-Unis  | Mavericks de Dallas                                                                      | Ohio State     |
| 5     | LaPhonso Ellis        | Ailier fort | États-Unis  | Nuggets de Denver                                                                        | Notre Dame     |
| 6     | Tom Gugliotta+        | Ailier fort | États-Unis  | Bullets de Washington                                                                    | NC State       |
| 7     | Walt Williams         | Ailier      | États-Unis  | Kings de Sacramento                                                                      | Maryland       |
| 8     | Todd Day              | Arrière     | États-Unis  | Bucks de Milwaukee                                                                       | Arkansas       |
| 9     | Clarence Weatherspoon | Ailier fort | États-Unis  | 76ers de Philadelphie                                                                    | Southern Miss  |
| 10    | Adam Keefe            | Ailier fort | États-Unis  | Hawks d'Atlanta                                                                          | Stanford       |
| 11    | Robert Horry          | Ailier      | États-Unis  | Rockets de Houston                                                                       | Alabama        |
| 12    | Harold Miner          | Arrière     | États-Unis  | Heat de Miami                                                                            | USC            |
| 13    | Bryant Stith          | Arrière     | États-Unis  | Nuggets de Denver (des Nets du New Jersey)                                               | Virginia       |
| 14    | Malik Sealy           | Ailier      | États-Unis  | Indiana Pacers                                                                           | St. John's     |
| 15    | Anthony Peeler        | Arrière     | États-Unis  | Lakers de Los Angeles                                                                    | Missouri       |
| 16    | Randy Woods           | Meneur      | États-Unis  | Clippers de Los Angeles                                                                  | La Salle       |
| 17    | Doug Christie         | Arrière     | États-Unis  | SuperSonics de Seattle                                                                   | Pepperdine     |
| 18    | Tracy Murray          | Ailier      | États-Unis  | Bucks de Milwaukee                                                                       | UCLA           |
| 19    | Don MacLean           | Ailier fort | États-Unis  | Pistons de Détroit (transféré aux Bullets de Washington via les Clippers de Los Angeles) | UCLA           |
| 20    | Hubert Davis          | Arrière     | États-Unis  | Knicks de New York                                                                       | North Carolina |
| 21    | Jon Barry             | Arrière     | États-Unis  | Celtics de Boston                                                                        | Georgia Tech   |
| 22    | Oliver Miller         | Pivot       | États-Unis  | Suns de Phoenix                                                                          | Arkansas       |
| 23    | Lee Mayberry          | Meneur      | États-Unis  | Bucks de Milwaukee (du Jazz de l'Utah)                                                   | Arkansas       |
| 24    | Latrell Sprewell*     | Arrière     | États-Unis  | Warriors de Golden State                                                                 | Alabama        |
| 25    | Elmore Spencer        | Pivot       | États-Unis  | Clippers de Los Angeles (des Cavaliers de Cleveland)                                     | UNLV           |
| 26    | Dave Johnson          | Ailier      | États-Unis  | Trail Blazers de Portland                                                                | Syracuse       |
| 27    | Byron Houston         | Ailier fort | États-Unis  | Bulls de Chicago                                                                         | Oklahoma State |

### Deuxième tour
| Choix | Nom                | Position          | Nationalité | Équipe                    | Provenance                |
| ----- | ------------------ | ----------------- | ----------- | ------------------------- | ------------------------- |
| 28    | Marlon Maxey       | Ailier fort       | États-Unis  | Timberwolves du Minnesota | UTEP                      |
| 29    | P. J. Brown        | Ailier fort       | États-Unis  | Nets du New Jersey        | Louisiana Tech            |
| 30    | Sean Rooks         | Ailier fort Pivot | États-Unis  | Mavericks de Dallas       | Arizona                   |
| 31    | Reggie Smith       | Pivot             | États-Unis  | Trail Blazers de Portland | TCU                       |
| 32    | Brent Price        | Arrière           | États-Unis  | Bullets de Washington     | Oklahoma                  |
| 33    | Corey Williams     | Arrière           | États-Unis  | Bulls de Chicago          | Oklahoma State            |
| 34    | Chris Smith        | Arrière           | États-Unis  | Timberwolves du Minnesota | Connecticut               |
| 35    | Tony Bennett       | Arrière           | États-Unis  | Hornets de Charlotte      | Wisconsin-Green Bay       |
| 36    | Duane Cooper       | Arrière           | États-Unis  | Lakers de Los Angeles     | USC                       |
| 37    | Isaiah Morris      | Ailier            | États-Unis  | Heat de Miami             | Arkansas                  |
| 38    | Elmer Bennett      | Arrière           | États-Unis  | Hawks d'Atlanta           | Notre Dame                |
| 39    | Litterial Green    | Arrière           | États-Unis  | Bulls de Chicago          | Georgia                   |
| 40    | Steve Rogers       | Arrière Ailier    | États-Unis  | Nets du New Jersey        | Alabama State             |
| 41    | Popeye Jones       | Ailier            | États-Unis  | Rockets de Houston        | Murray State              |
| 42    | Matt Geiger        | Pivot             | États-Unis  | Heat de Miami             | Georgia Tech              |
| 43    | Predrag Danilović  | Arrière           | Yougoslavie | Warriors de Golden State  | KK Partizan (Yougoslavie) |
| 44    | Henry Williams     | Arrière           | États-Unis  | Spurs de San Antonio      | UNC-Charlotte             |
| 45    | Chris King         | Ailier            | États-Unis  | SuperSonics de Seattle    | Wake Forest               |
| 46    | Robert Werdann     | Pivot             | États-Unis  | Nuggets de Denver         | St. John's                |
| 47    | Darren Morningstar | Pivot             | États-Unis  | Celtics de Boston         | Pittsburgh                |
| 48    | Brian Davis        | Arrière Ailier    | États-Unis  | Suns de Phoenix           | Duke                      |
| 49    | Ron Ellis          | Ailier fort       | États-Unis  | Suns de Phoenix           | Louisiana Tech            |
| 50    | Matt Fish          | Ailier            | États-Unis  | Warriors de Golden State  | UNC-Wilmington            |
| 51    | Tim Burroughs      | Ailier fort       | États-Unis  | Timberwolves du Minnesota | Jacksonville              |
| 52    | Matt Steigenga     | Ailier            | États-Unis  | Bulls de Chicago          | Michigan State            |
| 53    | Curtis Blair       | Meneur            | États-Unis  | Rockets de Houston        | Richmond                  |
| 54    | Brett Roberts      | Ailier            | États-Unis  | Kings de Sacramento       | Morehead State            |

## Joueurs notables non draftés
| Nom            | Position       | Nationalité | Provenance |
| -------------- | -------------- | ----------- | ---------- |
| David Wesley   | Meneur Arrière | États-Unis  | Baylor     |
| Erik Spoelstra | Meneur         | États-Unis  | Portland   |